# Hilaire Rama
Hilaire Rama, né le 19 juillet 1948, est un bassiste venant de Martinique et vivant en Pays Pourlet (Guémené-sur-Scorff dans le Morbihan). Accompagnant des artistes bretons et français de renom, il s'est produit sur les plus grandes scènes françaises (Paris-Bercy et Olympia avec Gilles Servat, stade de France) et dans les grands festivals. Il a fait partie de Taÿfa puis Skeduz et Hudel, deux groupes de musique bretonne bien connus des danseurs de festoù-noz.

## Biographie
Hilaire naît dans Le Vauclin, sur la côte au vent en Martinique. À 20 ans, il effectue son service militaire en métropole à Fontenay-le-Comte. Pendant l'armée, il a la possibilité d'apprendre le métier de plombier-chauffagiste et la basse en loisirs et de jouer avec le groupe "Antillais". En 1971, un orchestre de bal de la Roche-sur-Yon l'embauche. Il y reste six ans puis monte à Nantes pour rejoindre un autre orchestre plus important, Forum. L'expérience populaire et exigeante des bals lui permet d'appliquer ses capacités musicales au sein des groupes nantais de rock Danger et Téquila (dont faisait partie Philippe Ménard).
En 1983, il rejoint Hervé Vilard qu'il accompagne jusqu'en 1988, tout en enchainant les tournées avec Gaby Blues Band et plus épisodiquement avec Alan Stivell à la fin des années 80, Dan Ar Braz ou Melaine Favennec. Il est repéré par Hubert-Félix Thiéfaine, via son guitariste Patrice Marzin, qui lui propose de l'accompagner durant sa tournée « Bluesy mental tour » jusqu'en 1992. Il accompagne également Bibi et Calvin Russel. Il joue dans les débuts du groupe celtico-kabyle Taÿfa.Il a participé aux projets du compositeur Alan Simon.
Le groupe Skeduz est créé en 1994 sous l’impulsion d’Yvon Lefebvre avec Nicolas Quemener, Laurent Dacquay, André Thomas et Ronan Pellen. Il participe à leur album Rag Ar Plinn en 1996, et les rejoint définitivement en 1997. Ils enregistrent alors leur deuxième CD, Livioù (Couleurs). Après 2001, ils mettent le groupe entre parenthèses pendant cinq ans pour le reformer de 2007 à aujourd'hui (2012). Avec le guitariste Nicolas Quémener, qui accompagne Gilles Servat, il apprend la musique bretonne : les rythmes, les pas de danse, les styles, les airs...
Depuis l'été 1995, il joue avec Gilles Servat à la basse électrique 5 cordes. Début 2001, il crée le groupe Hudel avec ses amis musiciens du pays Pourlet (Nicolas Quémener, Laurent Dacquay et Pol Jézéquel), jusqu'en 2006. En 2003, le groupe joue à la fête de l'Humanité. Il participe auprès du duo local de musique bretonne Nicolas Quémener-Audrey Le Jossec.
En 2003, il met en place avec ses camarades d'Hudel le collectif Kreiz Breiz invitant quelques pointures de la musique bretonne. En 2005, il rencontre le guitariste Pat O'May qui jouait alors avec Gilles Servat et le suit dans ses projets jusqu'en 2013.

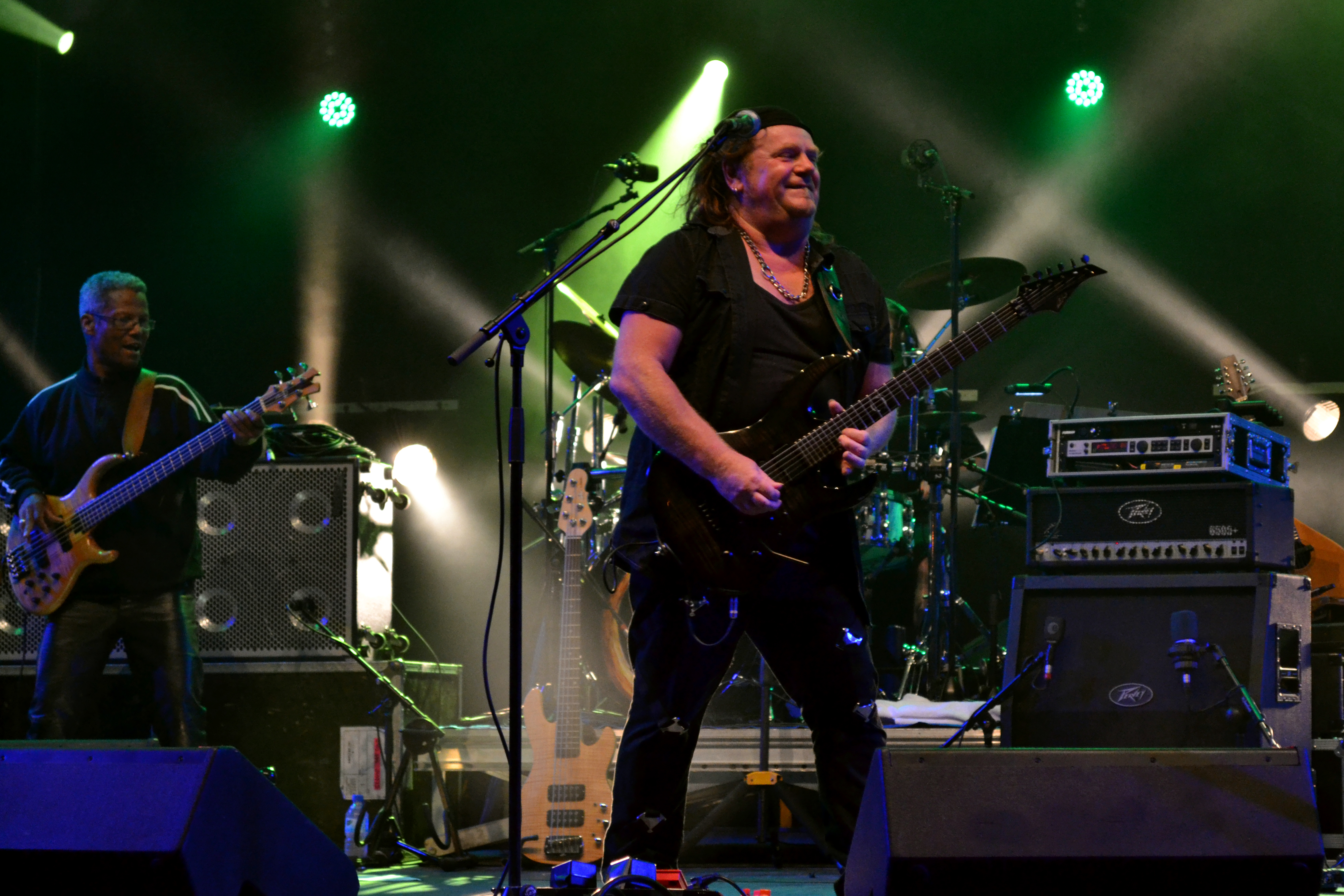
Hilaire Rama avec Pat O'May en 2013

Parallèlement, il fonde Sylbàt (rock celtique progressif) avec Clothilde Trouillaud (électroharp), Patrick Boileau (batterie) et Hélène Brunet et participe aux albums de Yann Raoul, Olivier Gann, Gayane... Il a joué ensuite avec Louis-Jacques Suignard, Olivier Gann, Philippe Jarry, Marie Bontemps. Il a également participé à l'opéra-rock Anne de Bretagne d'Alan Simon en 2010 et aux côtés de Martin Barre (ex-guitariste de Jethro Tull) en 2011.
Il poursuit sa route aux côtés de Gilles Servat. En 2012, il est musicien de la chanteuse d'origine sénégalaise Nanou (Nanette et son Orchestre en 2014) et joue dans le projet Children In Paradise débuté par la rencontre avec Kathy Millot à Paris en 2008. C'est son fils Stéphane Rama qui prend ensuite sa place, bassiste également avec des artistes comme David Pasquet, Dan Ar Braz et dans les groupes Karma, Gwenfol Orchestra. Il accompagne parfois sa fille, Élodie Rama, chanteuse qui a notamment collaboré avec Hocus Pocus et intègre le groupe Ampouailh à la suite de l’enregistrement d'un album en 2012. En 2014, il forme le groupe Wired avec le guitariste Yvan Guillevic.

## Discographie
Skeduz
- 1997 : Rag ar plinn (Keltia Musique)
- 1999 : Couleurs Livioù (Keltia Musique)

Hudel
- 2002 : Musiques bretonnes et d'ailleurs!

Gilles Servat
- 1998 : Touche pas à la blanche hermine (BYG production / Sony music)
- 2000 : Comme je voudrai ! (Columbia)
- 2005 : Sous le ciel de cuivre et d'eau (Coop Breizh)
- 2006 : Je vous emporte dans mon cœur (35 ans - 35 titres) (Coop Breizh)
- 2011 : Ailes et îles (Coop Breizh)

Pat O'May
- 2007 : Pat O'May Oméga (Milan Records/ULM/Universal)
- 2010 : In live we trust (Guit-ar-men prod / Keltia Musique)
- 2012 : Celtic Wings (Keltia Musique)

Sylbàt
- 2008 : Mara (Keltia Musique)

Autres participations

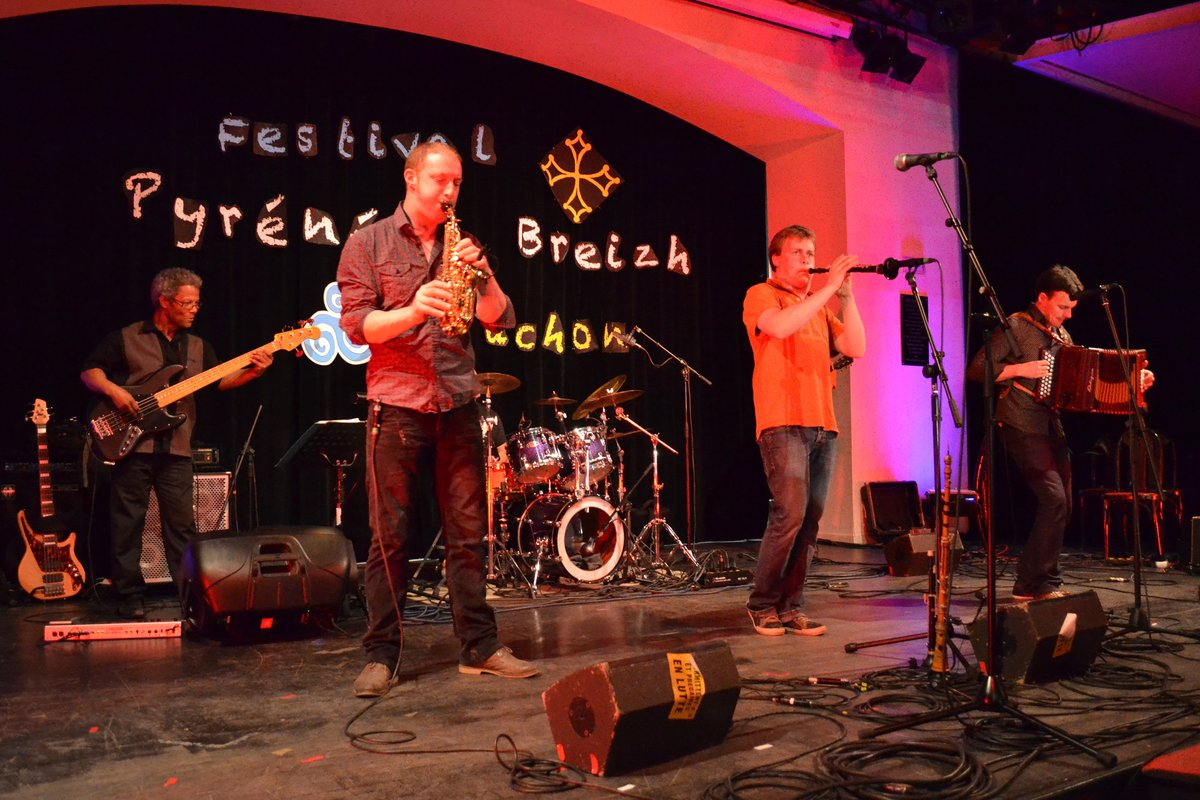
Ampouailh en 2014

- 1991 : Hubert-Félix Thiéfaine - Bluesymental Tour (VHS)[15]
- 2003 : Land's End (Jean-Claude Normant) - Pensées vagabondes
- 2006 : La Bretagne fête la Saint-Patrick (Keltia Musique) Gilles Servat, Pat O'May et d'autres artistes bretons à Paris-Bercy en 2005
- 2006 : Yann Raoul - Les figurants
- 2010 : Marie Bontemps[16]
- 2010 : Gweltaz Ar Fur - Mebay 'vo glaw...
- 2012 : Children In Paradise - Esyllt
- 2012 : Ampouailh - Keit ha ma pado
- 2016 : Erevan - Darkness Epsilon